# Monomorium gabrielense
Monomorium gabrielense är en myrart som beskrevs av Auguste-Henri Forel 1916. Monomorium gabrielense ingår i släktet Monomorium och familjen myror. Inga underarter finns listade i Catalogue of Life.